# Átalo (morto em 336 a.C.)
Átalo foi um nobre macedônio, parente próximo de Cleópatra, a última esposa de Filipe II. Ele ofendeu Alexandre, o Grande, em um banquete, o que levou ao exílio de Alexandre; após este se tornar rei, um dos seus primeiros atos foi mandar assassinarem Átalo.

## Família
Não se sabe quase nada sobre a família de Átalo, provavelmente era de uma família importante, pois ele era suficientemente importante para que Cleópatra, que estava sob sua guarda, se casasse com Filipe.

## Casamento de Cleópatra
Cleópatra, irmã de Hipóstrato, era sua sobrinha, e foi a última esposa de Filipe.
Filipe estava apaixonado por Cleópatra, e Átalo comentou que, após este casamento, reis legítimos poderiam nascer, o que levou a que Alexandre atingisse Átalo com um cálice, que revidou com seu copo; em seguida Olímpia fugiu para os molossos e Alexandre para os ilírios.
Cleópatra e Filipe tiveram uma filha de nome Europa. Segundo Ateneu, este casamento foi a ruína de Filipe.

## Campanha contra Memnon de Rodes
Quando Memnon de Rodes atacou a Magnésia com quatro mil homens, Parmênio e Átalo estavam encarregados da defesa, com dez mil homens. Memnon usou um estratagema, recuando várias vezes, e fazendo com que os macedônios avançassem, e os atacou durante o jantar, quando eles estavam desarmados e sem condições de formar a falange, destruindo quase todos inimigos.

## Morte
Hecateu de Cárdia era um dos amigos de Alexandre, o Grande, que o enviou à Ásia com um grupo de soldados para trazer de volta Átalo, ou, se não fosse possível, para assassiná-lo. Átalo era irmão de Cleópatra, a última esposa de Filipe, e era um possível rival para o trono de Alexandre, que pretendia assassiná-lo. Hecateu cruzou para a Ásia, uniu-se a Parmênio e Átalo, e esperou a oportunidade de completar sua missão.
Átalo havia pretendido se aliar aos atenienses e lutar contra Alexandre, mas mudou de ideia, e mostrou a Alexandre a carta que ele havia recebido de Demóstenes, de forma a ficar livre de suspeitas. Hecateu, porém, cumpriu sua missão, e assassinou Átalo à traição; de forma que as forças na Ásia ficaram livres de qualquer tentativa de revolta, por Parmênio ser totalmente dedicado a Alexandre.
Após a morte de Filipe, Cleópatra e seu filho foram assassinados por Olímpia, cozinhados até a morte em um vaso de bronze.